# Henri Queuille
Henri Queuille (n. 1884 - f. 1970) foi um político francês. Ocupou o cargo de primeiro-ministro da França.